# Cynthia braziliensis
Cynthia braziliensis är en fjärilsart som beskrevs av Moore 1883. Cynthia braziliensis ingår i släktet Cynthia och familjen praktfjärilar. Inga underarter finns listade i Catalogue of Life.